# Nébuleuse du Cheval sombre
Ne doit pas être confondu avec Nébuleuse de la Tête de Cheval.
La nébuleuse du Cheval sombre (Dark Horse Nebula) ou le grand cheval sombre (Great Dark Horse) est une nébuleuse obscure située dans la constellation d'Ophiuchus, près de la frontière de cette dernière avec les constellations du Scorpion et du Sagittaire. En forme de cheval, elle est l'une des plus grandes nébuleuses obscures connues. Elle constitue une partie du Great Rift.
L'arrière de la nébuleuse est connu sous le nom de nébuleuse de la Pipe (en), qui correspond aux entrées B59, B72, B77 et B78 du catalogue de Barnard. La nébuleuse du Serpent serpente de la nébuleuse du Cheval sombre jusqu'à la nébulosité Rho Ophiuchus.
La capacité d'observer cette nébuleuse à l’œil nu peut indiquer que le site d'observation est très peu affecté par la pollution lumineuse.